# Den vita sporten
Den vita sporten är en svensk dokumentärfilm från 1968. Den behandlar Båstadskravallerna 1968 och vann 1968/1969 Guldbaggen i kategorin Bästa film.

## Handling
Filmen handlar om demonstrationerna ("Båstadskravallerna") vid Davis Cup-matchen mellan Sverige och Rhodesia (nuvarande Zimbabwe) i Båstad 1968. Filmen gjordes av Grupp 13 där Roy Andersson, Kalle Boman, Lena Ewert, Staffan Hedqvist, Axel Lohmann, Lennart Malmer, Jörgen Persson, Ingela Romare, Inge Roos, Rudi Spee, Bo Widerberg, Björn Öberg och Sven Fahlén ingick.
Tennis kallas ofta "den vita sporten" eftersom spelarna traditionellt bär helvit klädsel när de spelar. Som filmtitel fick namnet en dubbel innebörd, eftersom demonstrationerna vände sig emot att Sverige spelade tennis mot ett land vars vita regering genom grundlagen begränsade rösträtten för sin svarta majoritetsbefolkning.

## Om filmen
Filmen premiärvisades 9 september 1968 på Sture-Teatern i Stockholm. Den spelades in i Båstad i samband med demonstrationerna mot Davis Cup-matchen Sverige-Rhodesia. Efter sammanstötningen mellan polis och demonstranter inställdes matchen och flyttades till ett senare datum med spel på hemlig plats i Frankrike (Bandol) varvid det svenska laget vann med 3-2.

## Rollista i urval
I filmen intervjuas bland annat följande personer
- Olof Palme - utbildningsminister
- Herman Kling - justitieminister
- Rune Johansson - inrikesminister
- Matts Carlgren - Svenska Tennisförbundets ordförande
- Henri Swaving - guldhandlare i Båstad
- Adrian Bay - lagkapten i rhodesiska tennislaget

## Filmmusik i urval
- L' Internationale (Internationalen), kompositör 1887 Pierre Degeyter, fransk text 1871 Eugène Pottier svensk text 1902 Henrik Menander
- Les patineurs" (Skridskoåkarna), kompositör Emil Waldteufel.